# Mathilde Radiguet
Pour les articles homonymes, voir Radiguet.
Mathilde Radiguet, née en 1984, est une géophysicienne française spécialisée dans la mécanique des failles et l’étude des déformations transitoires.

## Formation
Mathilde Radiguet a étudié la géophysique à l'École Normale Supérieure. Lors de son Master, elle a travaillé sur les relations entre les mouvements du sol et les caractéristiques des failles à l'Institut des sciences de la Terre (ISTerre) sous la direction de F. Cotton, I. Manighetti et M. Campillo.
Elle obtient son doctorat pour une thèse en géophysique à l'université de Grenoble en 2011.
Elle réalise ensuite un post-doctorat à l'EPFL (Lausanne, Suisse), où elle travaille sur une modélisation de la dynamique de rupture par changement d'échelle entre des expériences de friction en laboratoire, et celle des séismes sur le terrain ; elle s'applique en particulier à comprendre le rôle d'éventuelles rhéologies non-élastiques sur la distribution des hétérogénéités de contraintes aux interfaces frictionnelles,.

## Carrière scientifique
En 2015, Mathilde Radiguet est recrutée en tant que physicienne adjointe du conseil national des astronomes et physiciens (sigle « CNAP »), et affectée à l’Observatoire des sciences de l'Univers de Grenoble.
Elle y est responsable des données sismologiques à l’Observatoire multidisciplinaire des instabilités de versant (sigle « OMIV »). 
Mathilde Radiguet a développé notamment des méthodes pour traiter les données géodésiques (GPS et InSAR) ainsi que pour modéliser la cinématique des séismes lents. En 2019, elle reçoit la médaille de bronze du CNRS,.

## Travaux de recherche et d'observation
Ses travaux en sismologie dans l'état du Guerrero (Mexique), zone de subduction entre la plaque tectonique nord-américaine et la plaque de Cocos ont mis en évidence un potentiel lien entre les séismes lents et les séismes violents, beaucoup plus destructeurs (possible augmentation de la tension mécanique ou fragilisation de la résistance des matériaux).
Ces travaux sur les séismes lents, ont été cités des revues scientifiques internationales, telles que Nature Geoscience, Science Advances,, Scientific Reports et dans un ouvrage scientifique du Cambridge University Press.

## Récompenses et distinctions
- 2019 : Médaille de bronze du CNRS[6].

## Publications principales
- Mathilde Radiguet de La Bastaie, Étude des séismes lents et du chargement intersismique dans la région de Guerrero au Mexique, université Grenoble Alpes, coll. « thèse de doctorat », 2011 (OCLC 800680855, présentation en ligne, lire en ligne).